# Lực lượng Không quân Cường kích, Quân đội nhân dân Việt Nam
Lực lượng Không quân Cường kích là một binh chủng thuộc Quân chủng Phòng không-Không quân - Quân đội nhân dân Việt Nam, có chức năng sử dụng các máy bay cường kích nhằm thực hiện các nhiệm vụ ném bom, không kích, tấn công các mục tiêu trên đất liền hoặc trên biển của đối phương cũng như sử dụng hỏa lực hỗ trợ, giải vây cho các đơn vị bộ binh và hải quân đang tác chiến.

## Lịch sử

### Từ khi Không quân Nhân dân Việt Nam thành lập đến năm 1975

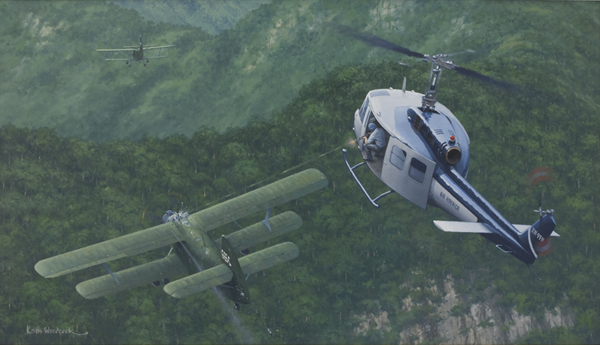
Chiếc máy bay trực thăng UH-1 của Không quân Hoa Kỳ phát hiện 2 chiếc máy bay An-2 đang trên đường rút lui sau khi phóng rốc két 120 mm vào đỉnh núi Pa Thí.

Từ tháng 3 năm 1956, đoàn 110 cán bộ, chiến sĩ của Ban nghiên cứu sân bay được cử đi nước ngoài học tập. Đoàn học lái máy bay tiêm kích MiG-17 có 50 người, do Phạm Dưng làm trưởng đoàn được cử sang học tập tại Trung Quốc. Sau này, Phạm Dưng được giao nhiệm vụ phụ trách nhóm huấn luyện máy bay Lisunov Li-2 và trực thăng Mi-4.
Li-2 là loại máy bay ném bom chiến thuật hạng nhẹ, đoàn của Phạm Dưng ban đầu được huấn luyện nhằm ném bom mặt đất nhưng sau này lại chuyển sang nhiệm vụ vận tải. Vì vậy tất cả 24 chiếc máy bay Lisunov Li-2 mà Liên Xô viện trợ cho Không quân Nhân dân Việt Nam đã chuyển sang làm máy bay vận tải.
Cuối năm 1961, đoàn học viên đầu tiên của Việt Nam sang Liên Xô học lái. Tất cả hơn 100 học viên được học về loại máy bay tiêm kích MiG-17. Nhưng sau khi đoàn đã hoàn thành tốt giai đoạn sơ cấp thì cấp trên yêu cầu cho 1 đội 10 người đi học lái máy bay ném bom chiến thuật tầm trung Ilyushin Il-28. Lúc này, Liên Xô đã đồng ý viện trợ cho Việt Nam một số máy bay Il-28 để thành lập đơn vị không quân ném bom.
Theo lời kể của Đại tá Nguyễn Đức Bàn - phi công lái máy bay Il-28 thì sau khi tốt nghiệp tháng 10/1964, đoàn 10 phi công của ông trở về sân bay Gia Lâm. Tuy nhiên, do một số vấn đề từ phía nước bạn (Liên Xô) nên các máy bay vẫn chưa được chuyển giao. Vì vậy, toàn bộ phi công học lái Il-28 được đưa đi học tiếng Trung, dự định sang Trung Quốc học tiếp.
Những ngày cuối tháng 6/1965, 8 máy bay ném bom tầm trung Il-28 do phi công Liên Xô điều khiển lần lượt hạ cánh xuống Nội Bài (gồm: 4 chiếc chiến đấu Il-28 số hiệu 2082, 2084, 2086, 2088; 3 trinh sát Il-28R số hiệu 2182, 2184, 2186; 1 huấn luyện Il-28U số hiệu 2180). Đi cùng Il-28 còn có một chiếc máy bay vận tải cỡ lớn chở theo động cơ dự trữ, phụ tùng và chuyên gia kỹ thuật. Tất cả số máy bay này được biên chế cho tiểu đoàn không quân ném bom 929, mật danh là đoàn T-16. Đây là đơn vị độc lập tác chiến, không thuộc bất cứ trung đoàn không quân nào.
Nhiều lần đơn vị gần như đã được lệnh xuất kích nhưng lại bị hủy bỏ, điển hình như trong Chiến dịch Tết Mậu Thân vào năm 1968, đơn vị đã ra Thọ Xuân, Thanh Hóa, máy bay đã treo đủ bom, chỉ còn chờ lệnh lắp kíp là đi đánh. Nhưng 1-2 tiếng sau lại có lệnh hạ bom xuống. Những năm sau, đoàn T-16 tiếp tục tập luyện sẵn sàng xuất kích nhưng do Không quân Mỹ đã biết được thông tin đối phương có máy bay ném bom nên tổ chức đánh phá ngày đêm, Một thời gian sau, phần lớn Il-28 hết niên hạn sử dụng, chỉ còn 2 chiếc còn sử dụng được bao gồm 1 chiếc chiến đấu (số hiệu 2088) và một chiếc là máy bay trinh sát ảnh (số hiệu 2184). Đến cuối năm 1971, chiến trường Miền nam và khu vực Hạ Lào đang rất cần chi viện hỏa lực giải vây nên đơn vị đã sửa đổi chiếc máy bay trinh sát số 2184 thành máy bay ném bom. Tổ kỹ thuật trực tiếp thực hiện công tác cải tiến (cán bộ kỹ thuật Phạm Chu Hải, thợ kỹ thuật Hà Văn Như, Nguyễn Văn Ngọ) đã tìm ra phương án và thực hiện thành công.

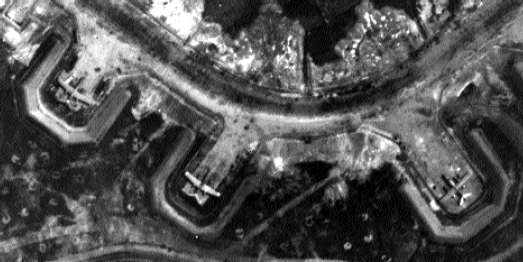
Máy bay ném bom hạng trung Il-28 của KQNDVN tại sân bay Gia Lâm (Hà Nội). Ảnh chụp cuối năm 1965 do máy bay trinh sát của Không quân Hoa Kỳ thực hiện

Tuy vậy, đơn vị vẫn không được bay. Tháng 9/1972, tiểu đoàn độc lập 929 chính thức giải thể, cho đến lúc đó Il-28 vẫn chưa một lần xuất kích chiến đấu. Các phi công được điều sang lái máy bay vận tải còn phần lớn cán bộ kỹ thuật học chuyển loại MiG-21, chỉ còn một số ít ở lại làm công tác bảo quản máy bay (2 chiếc được điều về đoàn 919 ở Gia Lam). Nhưng đến tháng 10/1972 cấp trên lại có lệnh chuẩn bị gấp để máy bay làm nhiệm vụ chiến đấu. Sáng 9/10/1972, hai chiếc Il-28 được cơ động lên Nội Bài, 2 máy bay đưa vào sân đỗ, kiểm tra thông điện lần cuối, kiểm tra đồng bộ, bom đạn. Phương án treo bom như sau: Chiếc 2184 lắp 8 bom phá mảnh OFAB-250 (nặng 270 kg), còn chiếc 2088 treo 8 bom mẹ (mỗi quả chứa 150 bom con). 17h ngày 9/10, biên đội Il-28 lần đầu xuất kích chiến đấu bay thẳng đến mục tiêu - căn cứ phỉ Vàng Pao ở Loong Chẹng trên đất Lào. Trận tập kích bất ngờ của máy bay ném bom Il-28 đã đánh trúng mục tiêu địch, sát thương phần lớn sinh lực và khí tài chiến đấu của địch, lập chiến công đầu cho Không quân ném bom của Quân đội nhân dân Việt Nam. Từ đây, máy bay Il-28 chính thức ngừng hoạt động.
Không quân cường kích Việt Nam cũng từng ghi nhận 1 chiến công tấn công hải quân Mỹ bằng máy bay MiG-17. Ngày 19 tháng 4 năm 1972, tàu chiến Mỹ pháo kích Đồng Hới. Phía Việt Nam cử hai máy bay MiG-17 do Nguyễn Văn Bảy (B) và Lê Xuân Dị xuất phát từ sân bay dã chiến tại Gát (đường băng bàng đất) tấn công. Khi cách mục tiêu 500m, 2 phi công thả hai quả bom 250 kg trúng mục tiêu. Trong trận này, phía Hoa Kỳ: tàu USS Higbee (DD-806) hư hại nặng (1 tháp pháo bị phá hủy), phải kéo về Philippin để sửa chữa, tàu khu trục USS Oklahoma City (CL-91) bị hư hại radar. Để gỡ gạc thể diện, Hoa Kỳ tuyên bố trong trận này hải quân Hoa Kỳ đã đánh đắm hai tàu phóng lôi, USS Sterett (CG-31) bắn hạ một chiếc MiG-17. Nhưng phía Việt Nam khẳng định năm 1972, hải quân Việt Nam chỉ xuất trận tại vùng biển Cát Bà ngày 27 tháng 8 (sau trận này 4 tháng) và cả hai chiếc MiG-17 sau khi ném bom đều trở về an toàn.
Ngoài ra, Không quân Nhân dân Việt Nam còn có 2 chiến công khác liên quan đến máy bay Antonov An-2 trong một phi vụ cường kích:
- Ngày 7/3/1966, biên đội 2 chiếc An-2 của Trung đoàn 919, tổ số 1 mang số hiệu 670 gồm Phan Như Cẩn - Lái chính, Phạm Thanh Tâm - Lái phụ, Trần Sỹ Tiêu - Thông tin trên không và Loan Thế Minh - thợ máy. Tổ thứ 2 trên chiếc máy bay số hiệu 666 gồm các phi công Ngoan, Thoan, Kiều Oa, Bừng. 23h47, 2 máy bay vào khu vực chiến đấu. Ở độ cao 300 mét, lái chính Phan Như Cẩn phát hiện 3 tàu tuần tra của Mỹ, họ quyết đánh chiếc thứ 3 chạy sau. Cách tàu địch 300 mét, chiếc An-2 nổ súng khiến chiếc tàu Mỹ bốc cháy. Sau khi đánh chìm tàu biệt kích Mỹ, do bị thương vì trúng đạn súng máy từ tàu Mỹ, chiếc An-2 mang số hiệu 670 của Không quân Nhân dân Việt Nam phải hạ cánh khẩn cấp xuống bờ biển Sầm Sơn và được đưa về xưởng sửa chữa.
- Tháng 8/1966, Mỹ bắt đầu lắp đặt hệ thống dẫn đường vô tuyến hàng không chiến thuật (TACAN). Trạm đài nằm tại đỉnh núi Pa Thí (Mỹ gọi là căn cứ điểm cao 85-Lima Site 85), ở độ cao khoảng 1.700m, phía đông bắc có những vách đá nhiều bậc trơn trượt gần như thẳng đứng, sâu khoảng 600m. Năm 1967, Pa Thí được nâng cấp với hệ thống radar AN/TSQ-81. Xung quanh căn cứ bố phòng bảo vệ chặt chẽ với 1.000 lính người Hmong do sĩ quan CIA chỉ huy. 11h43 ngày 12/1/1968 biên đội AN-2 xuất kích từ sân bay Gia Lâm hướng về phía Hòa Bình. Sau nửa tiếng, sở chỉ huy trung đoàn và đài bổ trợ ngừng liên lạc với biên đội để giữ bí mật. Theo phương án đã định, biên đội trưởng Phan Như Cẩn dẫn đội bay theo hướng được vạch sẵn trên bản đồ Gia Lâm – Hòa Bình – Mai Châu – Sốp Hào – Mường Hàm – Mường Út – Pa Thí. Khi tới Sốp Hào, biên đội bắt liên lạc với đài trinh sát Cẩm Thủy (đặt gần Pa Thí) và được thông báo tình hình mục tiêu, thời tiết khu vực. Cả biên đội tiếp tục tiến vào mục tiêu ở độ cao thấp, qua Mường Hàm, Mường Út rồi lên độ cao 2.200m. Lúc này, cả biên đội đã nhìn thấy rõ mục tiêu. Ngay sau đó, chiếc An-2 số hiệu 664 do Phan Như Cẩn đưa mục tiêu vào vòng ngắm phóng một loạt 32 quả đạn rocket. Nối đuôi 664 là 3 An-2 còn lại đồng loạt công kích. Toàn bộ trạm radar dẫn đường địch rung chuyển, khói lửa trùm lên toàn căn cứ. Sau khi hoàn tất nhiệm vụ, toàn biên đội thoát ly trở về. Tuy nhiên, do không thông thuộc địa hình, thời tiết nhiều mây, trên đường về hai máy bay An-2 số hiệu 664 và 665 sau khi ra khỏi một khe núi đã đâm vào nhau. Cả hai tổ bay đã tử trận, trong đó có người chỉ huy biên đội dạn dày kinh nghiệm Phan Như Cẩn – sau này được Nhà nước truy tặng danh hiệu Anh hùng lực lượng vũ trang nhân dân. Trận đánh được đánh giá là khá thành công khi 12 lính Mỹ cùng 42 lính Hmong và lính của Vàng Pao bị tiêu diệt, trạm ra đa bị phá hủy hoàn toàn.

Trong chiến dịch Hồ Chí Minh, sau khi tiêu diệt vùng chiến thuật 1 và 2, Quân đội nhân dân Việt Nam có chiếm được 5 máy bay ném bom hạng nhẹ A-37 Dragonfly, ngay sau đó, Không quân Nhân dân Việt Nam đã cử phi công Nguyễn Thành Trung - một điệp viên của Quân giải phóng trong hàng ngũ không lực Việt Nam Cộng hòa ra Đà Nẵng huấn luyện 4 phi công lái MiG-17 chuyển sang máy bay A-37 cùng một phi công Việt Nam Cộng hòa chấp nhận hợp tác mang tên Trần Văn On nhằm thành lập Phi đội Quyết Thắng ném bom Sân bay Tân Sân Nhất, trở thành Cánh quân thứ 6 trong chiến dịch Hồ Chí Minh. 10h30 ngày 27/4/1975, vận tải Antonov An-24 đưa toàn bộ phi công từ Đà Nẵng vào hạ cánh tại Phù Cát. Chiếc A-37 tại Đà Nẵng được đồng chí Vượng – On điều khiển bay hạ cánh lúc 12h. Chiều cùng ngày hai phi công Sanh – On lần lượt bay thử cả năm chiếc A-37. Kết quả 1 chiếc bị hỏng động cơ. Như vậy, tại Phù Cát ta tập hợp đủ phi đội 5 A-37. 15h ngày 27 thang 4 năm 1975 toàn bộ phi công, sĩ quan tập trung để Tư lệnh Lê Văn Tri giao nhiệm vụ, đội hình phi đội thành lập gồm: Nguyễn Văn Lục – chỉ huy phi đội Quyết Thắng (số 1), Nguyễn Thành Trung – dẫn đường (số 2), số 3 Từ Để, số 4 Hoàng Mai Vượng – Trần Văn On và số 5 trung úy Hán Văn Quảng. 16h ngày 28 tháng 4, phi đội Quyết Thắng cất cánh hướng thẳng đến Tân Sân Nhất và ném bom phá hủy nhiều máy bay đang đỗ cùng đài quan sát của sân bay. Toàn phi đội hạ cánh lúc 18h05 phút cùng ngày và đã thực hiện chiến dịch thành công mỹ mãn.

### Từ năm 1975 đến nay cùng quá trình hiện đại hóa

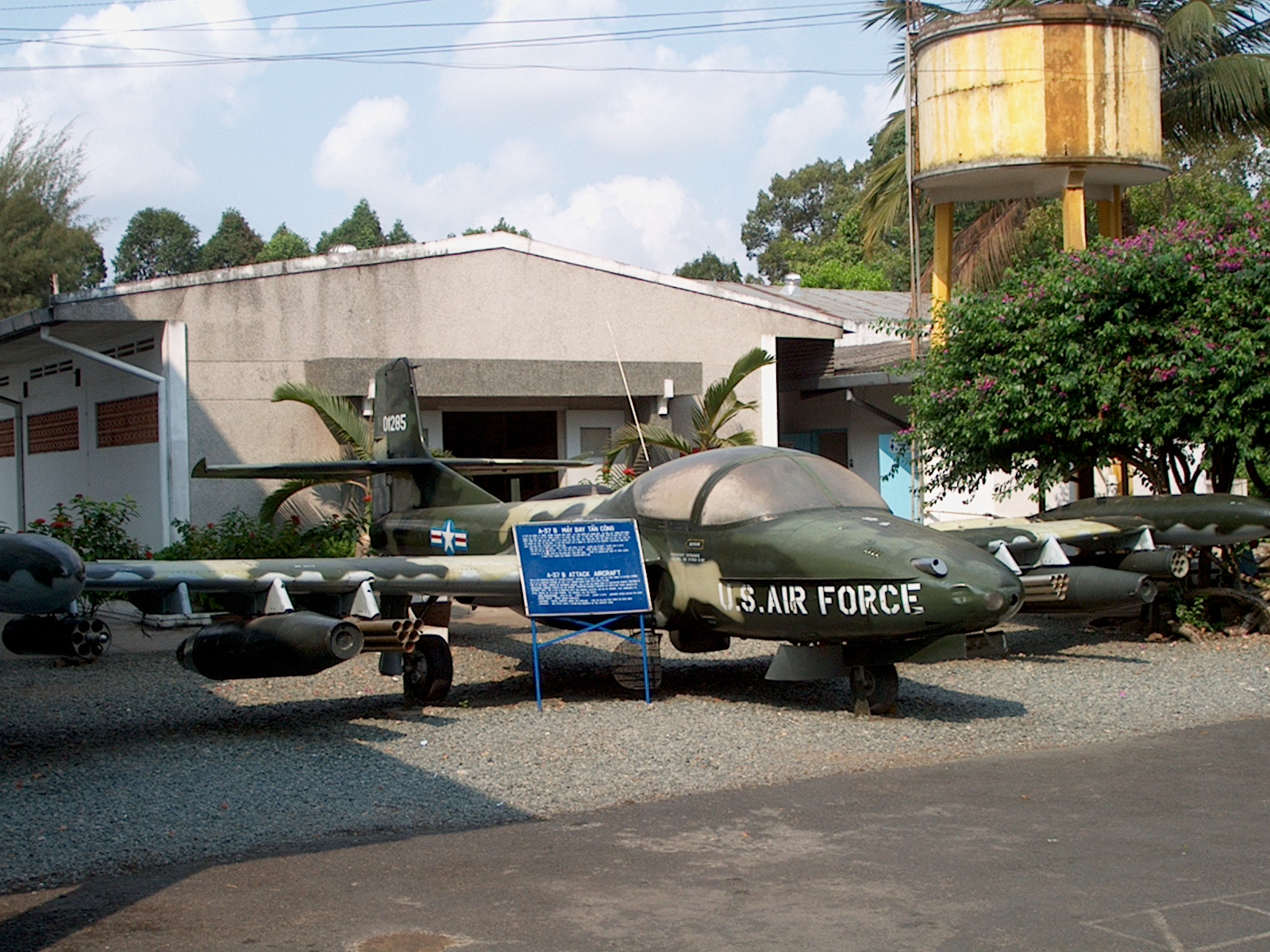
Máy bay ném bom hạng nhẹ A-37

Sau chiến tranh, Không quân Nhân dân Việt Nam thu được một lượng lớn máy bay ném bom hạng nhẹ A-37, máy bay tiêm kích-bom F-5E, A-1 cùng trực thăng tấn công UH-1C/D. Trong Chiến dịch Phản công Biên giới Tây Nam, các phi vụ cường kích ngày càng được thực hiện nhiều nhằm tấn công các cánh quân của Khmer đỏ và tàn quân của chúng sau năm 1979. Từ đây năm 1975, do nhiệm vụ ném bom ngày càng cần thiết đặc biệt ở biên giới tây nam, các đơn vị không quân tiêm kích-bom chuyên nhiệm được thành lập chủ yếu tại Sư đoàn Không quân 370 như Trung đoàn Tiêm kích 937, Trung đoàn Tiêm kích 935 và Trung đoàn Trực thăng 917 mà vốn nhận được là các máy bay của Không lực Việt Nam Cộng hòa.
Đầu thập niên 70, Liên Xô có viện trợ cho Việt Nam một số máy bay tiêm kích-bom Sukhoi Su-7 nhưng số lượng khá ít và chỉ một thời gian sau chúng đã ngừng hoạt động. Năm 1979, Liên Xô tiếp tục viện trợ thêm một lượng lớn máy bay cường kích Sukhoi Su-22M. Ngày 25 tháng 2 năm 1979, Trung đoàn Không quân tiêm kích 929 được thành lập, với nòng cốt các bộ, phi công từ các trung đoàn 935, 937 chuyển sang. 
Ngoài ra vào tháng 1/1980, phi đội Mil Mi-24 đầu tiên được thành lập. Được điều động sang Campuchia từ năm 1984, Mi-24A hiệp đồng với các đơn vị UH-1, Mil Mi-8 yểm trợ hỏa lực cho bộ binh truy quét tàn quân Khmer Đỏ. Mi-24A hiện đang ở trạng thái niêm cất nhưng vẫn trực chiến trong thành phần Không quân Nhân dân Việt Nam. 
Sau khi các máy bay cường kích của chế độ cũ bị ngừng hoạt động do không có linh kiện thay thế, Việt Nam bắt đầu nhận thêm máy bay cường kích Su-22 từ khối Đông Âu. Su-22 là chiến đấu cơ phản lực đầu tiên của không quân Việt Nam bay ra được tới quần đảo Trường Sa. Sáng ngày 10/2/1988, phi công Vũ Xuân Cương đã thành công chuyến bay nhiệm vụ đầu tiên trên cường kích Su-22M (số hiệu 5815) từ Phan Rang ra tuần tiễu Trường Sa. Sau hải chiến Trường Sa, ngày 30/3/1988, Việt Nam quyết định tăng cường bay huấn luyện trên biển xa cho phi đội Su-22M nhằm nâng cao khả năng tác chiến trên biển. Ngày 14/4/1988, con tàu không số của Lữ đoàn 125 chở theo 35 lính công binh và 7 lính hải quân của đơn vị C7 - D3 (Lữ đoàn công binh E83) do Tư lệnh Vùng 4 Hải quân chỉ huy quay lại quần đảo Trường Sa. Từ 2h sáng, Hải quân Việt Nam bí mật cho xuồng nhỏ vào cắm cờ lên đảo Len Đao. Buổi sáng, phát hiện Việt Nam cắm cờ ở Len Đao, Trung Quốc cho 7 tàu chiến và nhiều xuồng nhỏ bao vây đảo. Lúc này, 7 máy bay chiến đấu Su-22M của Việt Nam bay từ đất liền ra quần đảo. Thấy máy bay chiến đấu của Việt Nam, ngay lập tức phía tàu Trung Quốc tản ra. Bộ đội Việt Nam tiếp tục xây dựng công sự và bảo vệ đảo Len Đao cho đến ngày hôm nay.
Giữa thập niên 1980, khối Đông Âu cùng Liên Xô bị sụp đổ. Tương tự như Lực lượng Không quân Tiêm kích, các đơn vị Không quân Tiêm kích-bom cũng phải mua các máy bay Su-22 cũ đã qua sử dụng từ Ba Lan và các nước Đông Âu nhằm trang bị cho mình và đương nhiên một số vụ tai nạn đã xảy ra điển hình là vào ngày 9 tháng 8 năm 2006, một chiếc Su-22 khi đang bay diễn tập đã đâm thẳng vào chân núi Hòn Khô, thuộc địa bàn xã Hòa Sơn, huyện Ninh Sơn, tỉnh Ninh Thuận. Phi công đã nhanh chóng bung dù thoát nạn. Đây là máy bay quân sự thuộc sân bay Thành Sơn, tỉnh Ninh Thuận, đang bay diễn tập tại khu vực Láng Za Ó, thuộc địa bàn huyện Ninh Sơn thì gặp sự cố . Một trường hợp tương tự đã diễn ra nhưng người phi công không may mắn đã hy sinh vào ngày 9 tháng 6 năm 2009, một chiếc máy bay quân sự Su-22 khi đang bay luyện tập thì bất ngờ lao xuống đồi Bãi Chiêng, thôn Lạc Long II, xã Cẩm Phú, huyện miền núi Cẩm Thủy, tỉnh Thanh Hóa. Tại hiện trường, máy bay khi rơi xuống đã nát vụn và bốc cháy dữ dội, viên phi công đã thiệt mạng sau khi cố điều khiển cho chiếc máy bay đâm cách xa khu vực dân cư.
Sau những tình trạng trên, Không quân Nhân dân Việt Nam quyết định bắt đầu hiện đại hóa số Su-22 hiện có. Trong các năm từ 1996 đến 1998, Nga đã nâng cấp 32 chiếc máy bay tiêm kích bom Su-22M4 một người lái và 2 chiếc máy bay huấn luyện 2 người lái Su-22UM3. Tiếp tục những năm sau, Việt Nam mua lại nhiều máy bay Su-22 của Ba Lan và Cộng hòa Séc đã nâng cấp lên phiên bản Su-22M4/UM3.
Trong những năm 2004-2012, Không quân Việt Nam lại nhận được nhiều tiêm kích đa năng Sukhoi Su-30MK2V có khả năng vừa đảm nhiệm không chiến trên không, vừa có thể thực hiện các cuộc không kích trên biển hoặc trên mặt đất. Tuy các máy bay Su-30 đang nằm chủ yếu tại Trung đoàn Tiêm kích 935 tại Biên Hòa nhưng hiện nay một số máy bay Su-30 cũng được biên chế cho Trung đoàn Tiêm kích-bom 923 tại Thọ Xuân. Hiện nay, Việt Nam đang có kế hoạch mua thêm nhiều máy bay Sukhoi Su-30 nhằm thay thế cho các máy bay Su-22 đã lỗi thời trong nhiệm vụ cường kích.

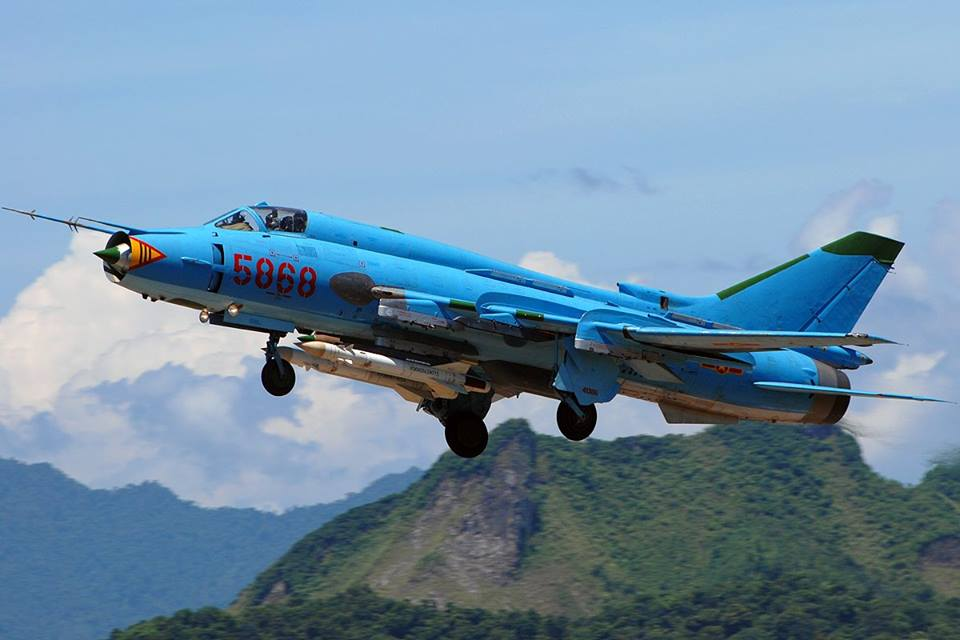
Máy bay tiêm kích-bom Su-22M4 năm 2017

## Các đơn vị hiện nay

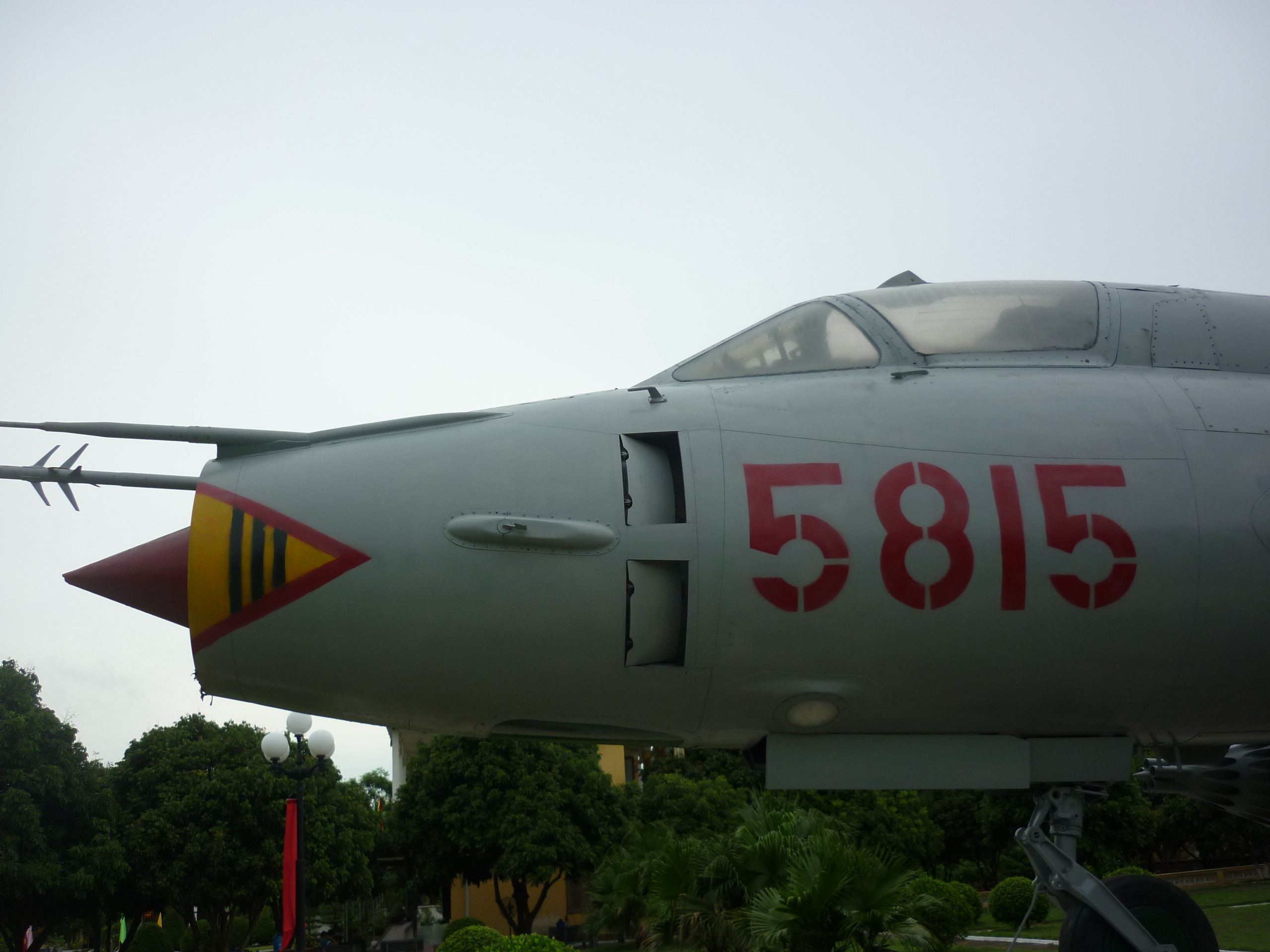
Máy bay tiêm kích - bom Su-22M số hiệu 5815 này thuộc trung đoàn 923, đã tham gia chuyến tuần tra biển đầu tiên tại quân đảo Trường Sa ngày 10 tháng 2 năm 1988.

- Thuộc Sư đoàn Không quân 371 (Đoàn Thăng Long):
  - Trung đoàn Tiêm kích 921 (Đoàn Sao Đỏ): Đóng tại Sân bay Nội Bài, Hà Nội, trang bị máy bay Sukhoi Su-22M4/UM3. Thuộc Sư đoàn 371 (Đoàn Thăng Long)
  - Trung đoàn Tiêm kích-Bom 923 (Đoàn Yên Thế): Đóng tại Sân bay Sao Vàng, Thanh Hóa, trang bị máy bay Sukhoi Su-30MK2V.
  - Trung đoàn Tiêm kích 927: Đóng tại Sân Bay Kép, Bắc Giang trang bị máy bay Su-30MK2V.
- Thuộc Sư đoàn Không quân 370 (Đoàn Lê Lợi):
  - Trung đoàn Tiêm kích 935 (Đoàn Biên Hòa): Đóng tại Sân bay Biên Hòa, Đồng Nai, trạng bị máy bay Sukhoi Su-30MK2V.
  - Trung đoàn Tiêm kích 937 (Đoàn Hậu Giang): Đóng tại Sân bay Thành Sơn, Ninh Thuận, trang bị máy bay Sukhoi SU-22M4/UM4.
- Ngoài ra còn có 2 trung đoàn không quân huấn luyện nhằm huấn luyện cho cả các phi công tiêm kích và tiêm kích-bom là Trung đoàn Huấn luyện 910 và Trung đoàn Huấn luyện 920 thuộc Trường Sĩ quan Không quân.

## Trang bị
- Liên Xô Sukhoi Su-22M4/UM4 Máy bay tiêm kích-bom.
- Nga Sukhoi Su-30MK2V Máy bay tiêm kích kiêm cường kích.